# Merdan Taplak
Merdan Taplak (Antwerpen, 4 juni 1983) is een Belgisch dj, producer en leraar.

## Levensloop
In juni 2015 bracht hij samen met de Ringlandband - verder bestaande uit Styrofoam, Slongs Dievanongs, Bart Peeters, Pieter Embrechts, Marcel Vanthilt en Halve Neuro - het protestnummer Laat de Mensen Dansen uit tegen het BAM-tracé in Antwerpen en voor de realisatie van Ringland. Het nummer werd echter geband door o.a. de VRT omdat het te politiek getint zou zijn. Sinds september 2018 geeft hij les in het Koninklijk Atheneum Deurne. Op 13 oktober 2024 komt hij op de Antwerpse gemeenteraadsverkiezingen op voor Groen.

## Discografie
| Album met hitnotering(en) in de Vlaamse Ultratop 200 albums | Datum van verschijnen | Datum van binnenkomst | Hoogste positie | Aantal weken | Opmerkingen |
| ----------------------------------------------------------- | --------------------- | --------------------- | --------------- | ------------ | ----------- |
| In it for the honey                                         | 27-02-2012            | 03-03-2012            | 85              | 4            |             |
| Imperial dancefloor material                                | 24-04-2015            | 02-05-2015            | 35              | 5            |             |